# Kahror Pacca
Kahror Pacca es una localidad de Pakistán, en la provincia de Punyab.

## Demografía
Según estimación 2010 contaba con 78.028 habitantes.